# Fedir Ernst
Fedir Ernst, en ucraniano: Федір Ернст, nacido Theodor Richard Eduard Ernst (Kiev, 9 de noviembre de 1891 - Ufá, 28 de octubre de 1942) fue un historiador de arte, museólogo y activista cultural ucraniano. Entre sus obras más destacadas se encuentra una guía turística de Kiev publicada en 1930. Fue miembro de la Sociedad Científica Shevchenko, de la Sociedad Histórica de Néstor el Cronista, de la Sociedad Ucraniana de Artes Plásticas y de la Sociedad Arqueológica de Ucrania de la Academia de Ciencias de Ucrania.

## Biografía
Fedir Ernst nació el 28 de octubre (9 de noviembre según el calendario gregoriano) de 1891 en Kiev, entonces parte del Imperio ruso, en una familia de colonos alemanes. Entre 1900 y 1909 estudió en un gymnasium en Hlújiv. Entre 1909 y 1910 Ernst estudió en la Facultad de Filosofía de la Universidad de Berlín, y entre 1910 y 1914 estudió Historia del Arte en la Universidad de Kiev. Durante este tiempo trabajó en la biblioteca y la galería de arte de la Academia de Artes y colaboró con varias revistas, escribiendo un artículo sobre la arquitectura de Kiev en los siglos XVII y XVIII.
En Kiev, Ernst mantuvo una estrecha relación con el círculo de los ucranianos Mikola Biliashivskyi y Dmitro Doroshenko, ambos miembros de la sociedad secreta Hromada, y participó en las reuniones de las sociedades revolucionarias. Debido a su origen étnico, tras el inicio de la Primera Guerra Mundial fue exiliado a Cheliábinsk en Siberia, y sólo pudo regresar a su ciudad natal después de la Revolución de Febrero de 1917. Durante la Revolución Ucraniana, Ernst trabajó en la Secretaría General de Educación.
Bajo el régimen soviético, en la década de 1920, trabajó como profesor del Instituto Arqueológico y del Instituto de Artes de Kiev y participó en las comisiones para organizar varios museos, entre ellos la Galería Municipal de Pintura y el Museo de Artes de la Academia de Ciencias (actualmente Museo Khanenko). Ernst también participó en las obras de restauración de la Catedral de Santa Sofía. Entre 1926 y 1930 dirigió la inspección regional de protección de monumentos culturales. En 1929 formó parte de la comisión de intercambio de objetos culturales de valor entre la Ucrania y la Rusia soviética.
Tras el inicio de las represiones estalinistas, en 1933 Ernst fue despedido del Museo Histórico Ucraniano, donde había trabajado durante 11 años, fue arrestado y acusado de «actividades contrarrevolucionarias». El 29 de mayo de 1934 fue condenado a tres años de trabajos forzados en la construcción del Canal del Mar Blanco al Báltico. Durante su condena, Ernst fundó el Museo de la Construcción del Canal del Mar Blanco-Báltico en Povenets y participó en la creación del Museo de la Construcción del Canal Moscú-Volga en Dmítrov. Tras cumplir su condena, a Ernst se le prohibió regresar a Ucrania y se instaló en Kazajistán, donde trabajó como subdirector de la Galería Nacional de Kazajistán, en Alma-Ata. De 1938 a 1941 trabajó en el Museo Estatal de Arte de Bashkiria, en Ufa. Durante este tiempo, su esposa Tamara fue detenida. 
El 16 de julio de 1941, el propio Ernst fue arrestado en Ufa bajo la acusación de espiar para la Alemania nazi . El 28 de octubre de 1942 fue ejecutado. Fue exonerado póstumamente. 
Se le considera uno de los fundadores de la Historia del Arte en Ucrania. En 1995 una calle de Kiev recibió su nombre.